# Australisk marksmyg
Australisk marksmyg (Orthonyx temminckii) är en fågel i familjen marksmygar inom ordningen tättingar.

## Utseende och läte
Marksmygar är medelstora knubbiga och kortvingade tättingar med styva, taggiga stjärtpennor och kraftiga ben och fötter. Denna art har rödbrun rygg, grått ansikte, svarta vingar med tydliga vita vingband. Honan har en svartinramad orangefärgad strupe, hanen vit, båda könen grå kroppsidor och vit undersida. De gnissliga lätena som hörs i gryning och skymning påminner om marsvin.

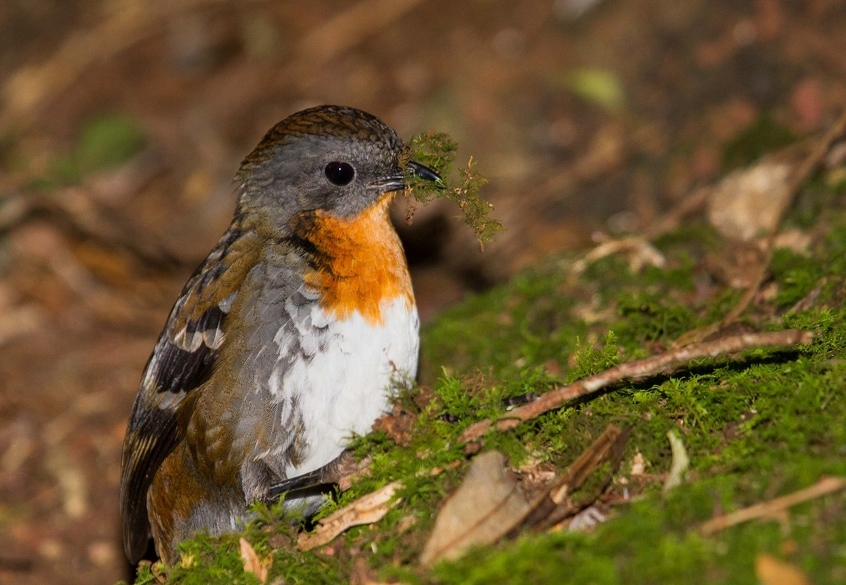
Hona.

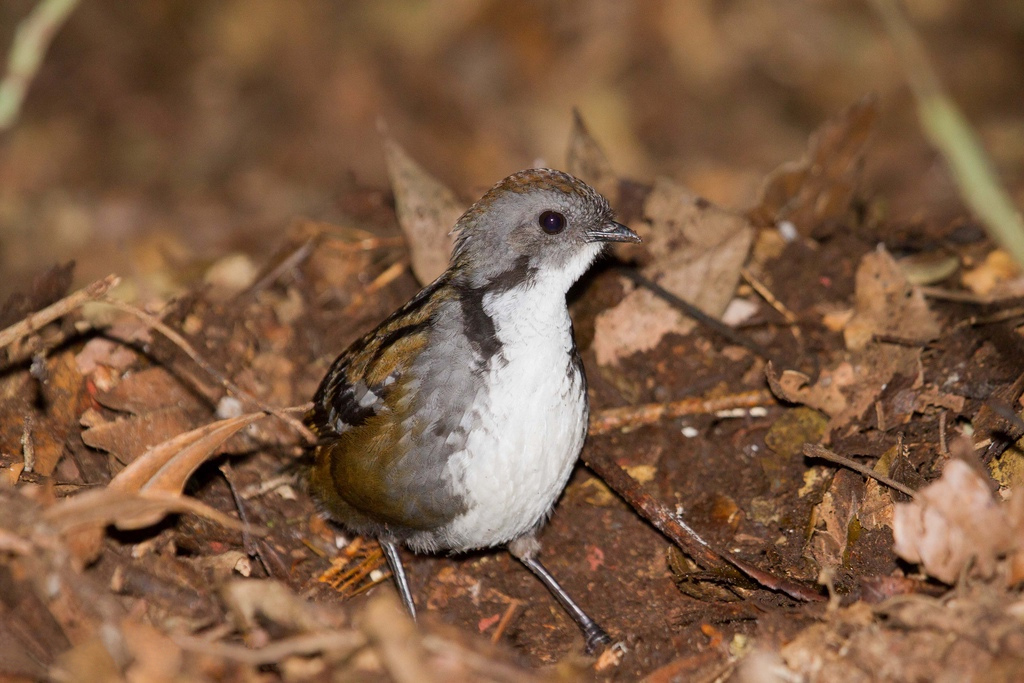
Hane.

## Utbredning och systematik
Fågeln förekommer i regnskog i östra Australien (Bunya Mountains till centrala New South Wales). Den behandlas som monotypisk, det vill säga att den inte delas in i några underarter.

## Levnadssätt
Australisk marksmyg hittas i regnskog, där den lever på marken och födosöker genom att krafsa bland torra löv med fötterna. Den är mycket tillbakadragen och svår att få syn på.

## Status och hot
Arten har ett stort utbredningsområde, men tros minska i antal, dock inte tillräckligt kraftigt för att den ska betraktas som hotad. Internationella naturvårdsunionen IUCN listar arten som livskraftig (LC).

## Namn
Fågelns vetenskapliga artnamn hedrar den holländske ornitologen Coenraad Jacob Temminck (1778-1858).